# Campeonato Italiano de Rugby 2018-19
El Campeonato de Rugby de Italia de 2018-19 fue la 89.ª edición de la primera división del rugby de Italia.

## Sistema de disputa
El torneo se desarrolló en dos etapas, una fase regular en la cual los equipos disputaron encuentros en condición de local y de visitante frente a cada uno de sus rivales.
Luego se disputará una etapa de eliminación directa, en la cual los primeros cuatro equipos de la fase regular clasifican a las semifinales en la búsqueda por el campeonato.
Los últimos dos equipos descienden directamente a la Serie B.

## Desarrollo
- Tabla de posiciones:[1]

| Pos. | Equipo           | Encuentros | Encuentros | Encuentros | Encuentros | Tantos | Tantos | Tantos | PB | PB | Puntos |
| Pos. | Equipo           | PJ         | PG         | PE         | PP         | F      | C      | Dif    | BO | BD | Puntos |
| ---- | ---------------- | ---------- | ---------- | ---------- | ---------- | ------ | ------ | ------ | -- | -- | ------ |
| 1.º  | Rugby Calvisano  | 22         | 18         | 0          | 4          | 671    | 323    | +348   | 14 | 4  | 90     |
| 2.º  | Rovigo           | 22         | 18         | 0          | 4          | 725    | 385    | +340   | 14 | 2  | 88     |
| 3.º  | Petrarca Padova  | 22         | 18         | 0          | 4          | 482    | 266    | +216   | 6  | 4  | 82     |
| 4.º  | Valorugby Emilia | 22         | 16         | 0          | 6          | 592    | 440    | +152   | 10 | 5  | 79     |
| 5.º  | Fiamme Oro       | 22         | 12         | 0          | 10         | 630    | 505    | +125   | 14 | 5  | 67     |
| 6.º  | I Medicei        | 22         | 10         | 0          | 12         | 459    | 450    | +9     | 4  | 7  | 51     |
| 7.º  | San Donà         | 22         | 9          | 0          | 13         | 418    | 545    | -127   | 4  | 5  | 45     |
| 8.º  | Viadana          | 22         | 9          | 0          | 13         | 440    | 487    | -47    | 2  | 6  | 44     |
| 9.º  | Mogliano         | 22         | 7          | 0          | 15         | 392    | 606    | -214   | 5  | 4  | 37     |
| 10.º | SS Lazio         | 22         | 6          | 0          | 16         | 401    | 681    | -280   | 7  | 3  | 30     |
| 11.º | Verona Rugby     | 22         | 6          | 0          | 16         | 364    | 614    | -250   | 7  | 3  | 30     |
| 12.º | Valsugana Rugby  | 22         | 3          | 0          | 19         | 371    | 643    | -272   | 5  | 6  | 23     |

- Desempate descenso: SS Lazio 16 Verona 14

|  | Clasificado a Semifinales. |
|  | Descendido a la Serie B.   |

### Semifinales
| Equipo 1        | Equipo 2         | Ida   | Vuelta |
| --------------- | ---------------- | ----- | ------ |
| Rugby Calvisano | Valorugby Emilia | 25-17 | 41-3   |
| Rugby Rovigo    | Petrarca Padova  | 10-10 | 18-9   |

### Final
| 18 de mayo de 2019 | Rugby Calvisano | 33 - 10 | Rugby Rovigo |  |  |

| Bandera de Italia       |
| Campeón Rugby Calvisano |
| Séptimo título          |